# Chaber nadreński
Chaber nadreński (Centaurea stoebe) – gatunek rośliny z rodziny astrowatych (Asteraceae). Występuje w Europie Środkowej i południowo-wschodniej (północna i zachodnia granica zasięgu biegnie przez Łotwę, Polskę, Niemcy i Francję). Jako gatunek introdukowany rośnie w Ameryce Północnej i Australii. W Polsce gatunek pospolity na znacznym obszarze, na północnym i południowym wschodzie kraju gatunek nierzadki.

## Morfologia
PokrójRoślina zielna, słabo ulistniona, tworzy łany, osiąga wysokość do 80 cm. Rozgałęzia się w górnej połowie.
LiścieUłożone skrętolegle, złożone z segmentów o nieregularnych krawędziach, o długości 5–15 cm, mniej lub bardziej pokryte włoskami.
KwiatyZebrane w koszyczki kwiatowe o 19–25,5 mm szerokości. Płatki korony fioletowe.

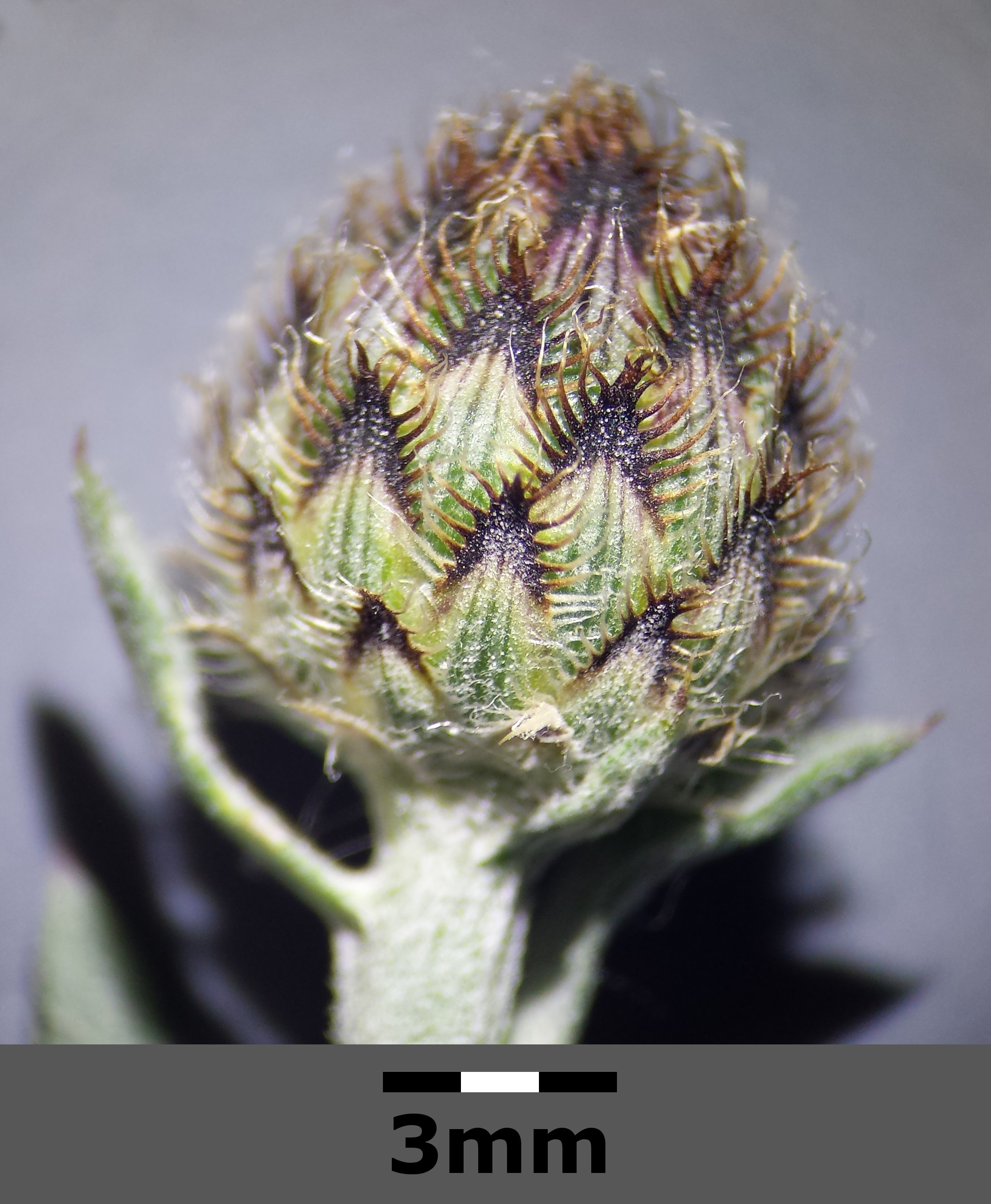
Pąk kwiatowy
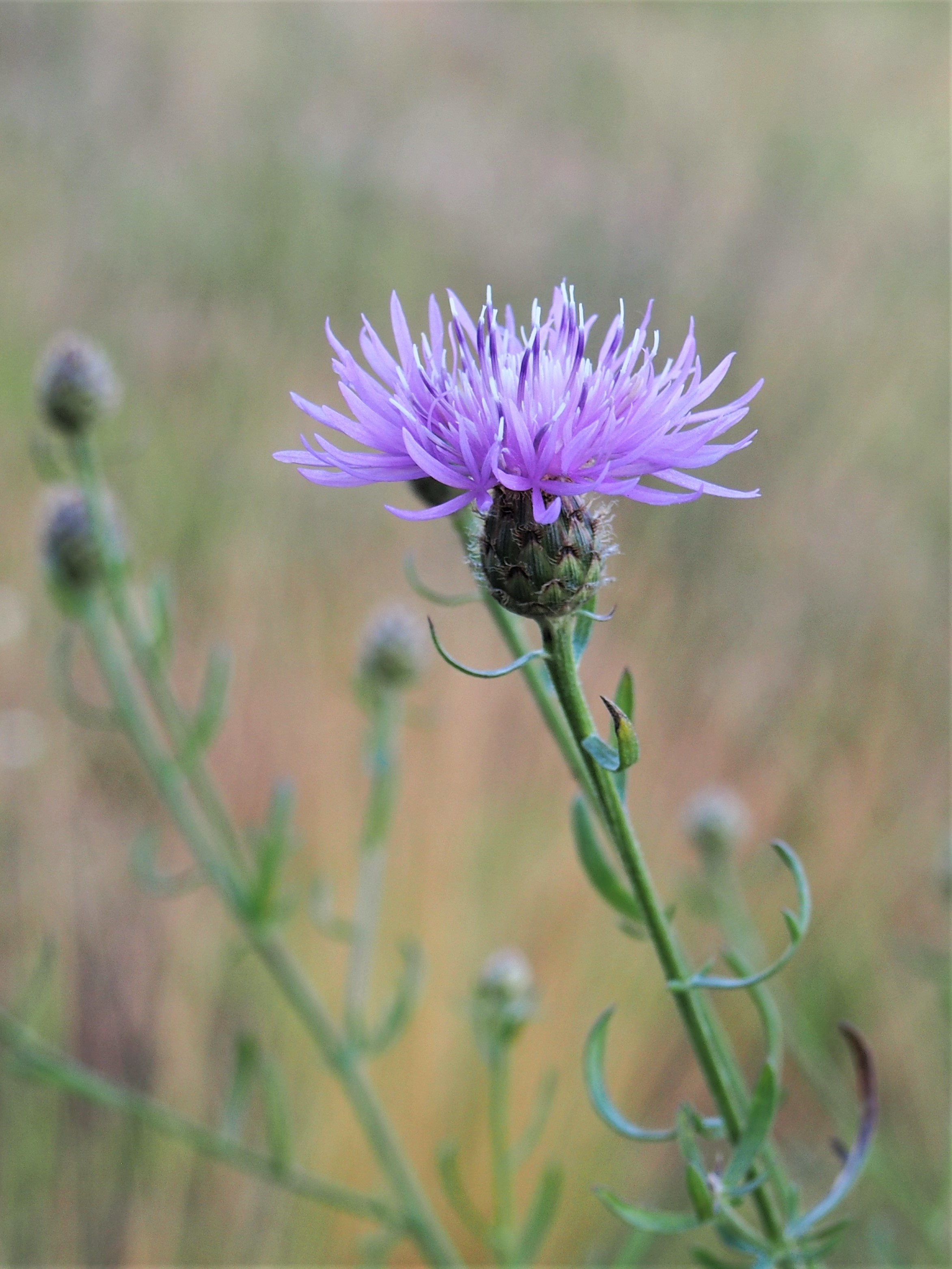
Kwiatostan
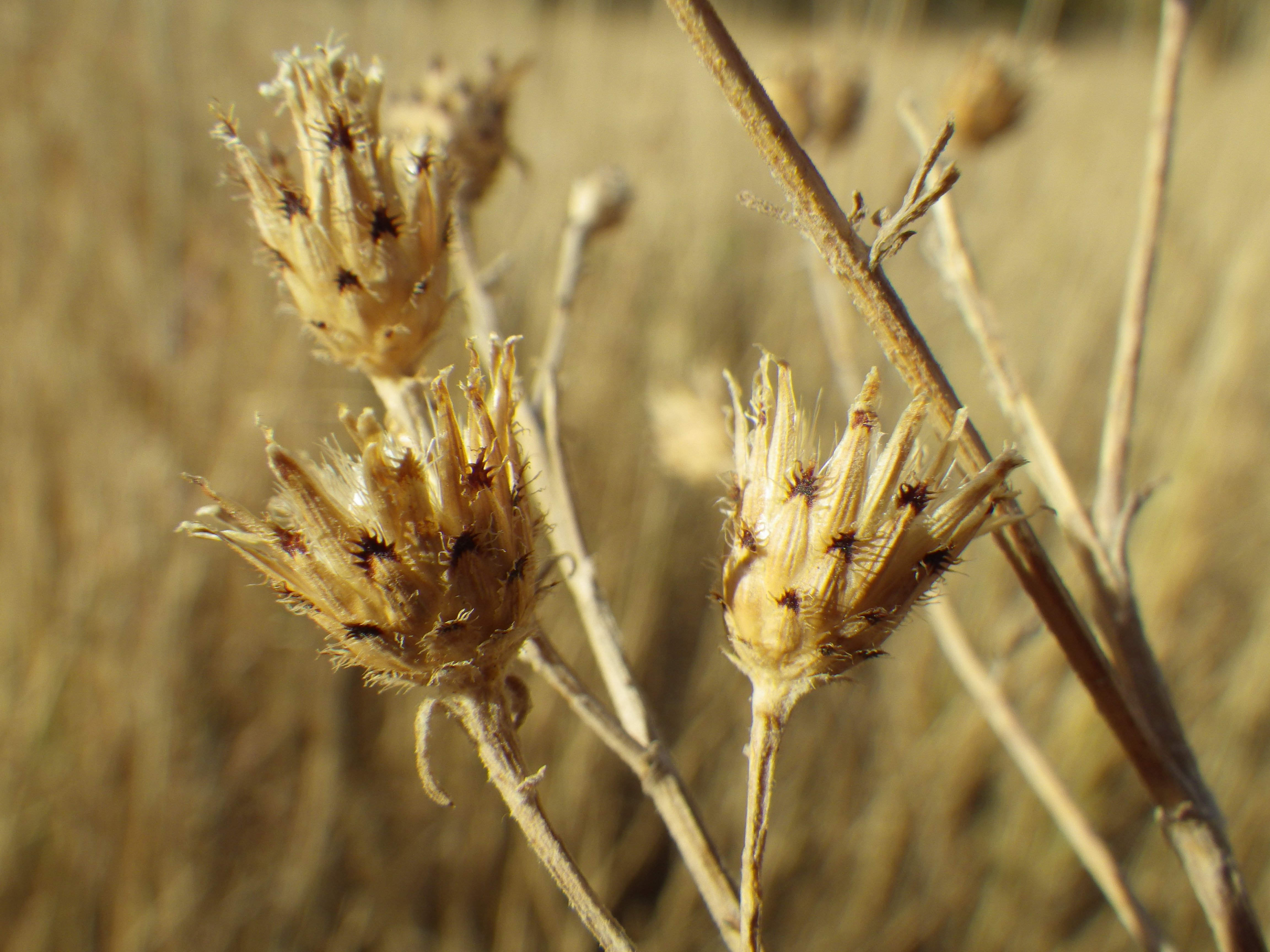
Owoce

## Biologia i ekologia
Siedlisko: Rośnie na suchych murawach, często na zboczach, poza tym na przydrożach i siedliskach ruderalnych. Na obszarach, na których jest inwazyjny, występuje głównie w siedliskach antropogenicznych (głównie w pobliżu dróg, sztucznych cieków wodnych, rurociągów), w miejscach gdzie gleby zostały naruszone przez działalność człowieka, pozbawionych pokrywy roślinnej.

## Znaczenie gospodarcze
Chaber nadreński w naturalnym środowisku formuje gęste skupiska. Jego obecność w ekosystemach zmniejsza żywotność innych roślin, zmniejsza różnorodność gatunkową środowisk roślinnych. Jego zawartość obniża wartość żerowiska dla zwierząt. Wykazuje działanie allelopatyczne ujemne na pobliskie rośliny, hamując ich wzrost i rozwój. Przyczynia się do wzrostu erozji górnych warstw gleby.

## Systematyka i zmienność
Wyróżnia się trzy podgatunki:
- C. stoebe subsp. australis Greuter
- C. stoebe subsp. serbica  Ochsmann
- C. stoebe subsp. stoebe